# Firefly
För andra betydelser, se Firefly (olika betydelser).
Firefly är en science fiction-tv-serie skapad av Joss Whedon (Buffy och Angel är två andra TV-serier han har skapat). Serien premiärsändes i USA och Kanada den 20 september 2002 och i Sverige har den visats i den digitala kanalen TV400 mellan den 14 januari och den 22 april 2005. Det gjordes sammanlagt 14 avsnitt, där det första är ett dubbelavsnitt.
Serien sändes av FOX Networks, vilka beslutade att lägga ned serien efter endast 11 avsnitt. Tack vare en massiv insats från seriens fans och en stor försäljning av DVD-samlingen lyckades dock Whedon övertyga Universal Studios att de skulle producera en film baserad på serien (Universal äger rättigheterna till totalt tre filmer). Filmen, som heter Serenity efter namnet på besättningens rymdskepp, hade premiär den 30 september 2005.
Firefly är en science fiction-serie med tydliga westerninfluenser. Den har en god portion humor, men tar samtidigt upp allvarliga frågor, och det finns inga tydliga hjältar i den värld där den utspelar sig (se gärna episodguiden nedan).

## Handling
Firefly utspelar sig år 2517 då Jordens resurser är förstörda och mänskligheten har lärt sig att trafikera rymden och har bosatt sig på ett hundratal planeter, månar och rymdstationer i ett fjärran solsystem. Efter ett blodigt inbördeskrig mellan alliansen (som representerar de rika ”inre” planeterna) och ”brunrockarna” (från de yttre planeterna, förespråkare för ett friare samhälle) där alliansen stod som vinnare, livnär sig brunrocksveteranen Malcolm Reynolds på tillfälliga arbeten på båda sidor om lagens råmärken, såsom smuggling och stölder. Han är numera kapten för ett ”Firefly-klass” (lysmask) skepp, och i serien får man följa hans och besättningens äventyr.

## Rollista (urval)
| Nathan Fillion  | – Kapten Malcolm "Mal" Reynolds |
| Gina Torres     | – Zoe Washburne                 |
| Alan Tudyk      | – Hoban "Wash" Washburne        |
| Morena Baccarin | – Inara Serra                   |
| Adam Baldwin    | – Jayne Cobb                    |
| Jewel Staite    | – Kaylee Frye                   |
| Sean Maher      | – Doktor Simon Tam              |
| Summer Glau     | – River Tam                     |
| Ron Glass       | – Shepherd Book                 |

## Avsnitt
| Avsnitt           | Handling |
| ----------------- | --- |
| Serenity (pilot)  | Besättningen bärgar last från ett förlist rymdskepp, men behöver göra sig av med det då det är alliansegendom. Man tar ombord nya passagerare omedvetna om att ännu farligare last kommer med dem.                                                                                       |
| The Train Job     | Besättningen lejs av maffiabossen Niska för att stjäla från ett tåg. Det visar sig dock att lasten består av medicin som behövs i gruvstaden Paradiso, och ett svårt val behöver göras.                                                                                                  |
| Bushwhacked       | Efter att ha mött ett försåtminerat rymdskepp tar besättningen på den enda överlevande efter ett Reaveranfall. Serenity blir sedan bordat av en allianskommendör på jakt efter Simon och River.                                                                                          |
| Shindig           | För att få ett fraktjobb deltar Mal i en socitetsbal, och en dans med Inara leder till att han (av misstag) utmanar en svärdsmästare på duell. |
| Safe              | Simon blir kidnappad av bybor som behöver en läkare, och Mal blir tvungen att söka hjälp från alliansen för att vårda den allvarligt skadade Book. Samtidigt riskerar River, som följt med Simon, att brännas på bål som häxa.                                                           |
| Our Mrs. Reynolds | Besättningen deltar i firande på i ett samhälle som de har befriat från banditer, och först när de lämnat planeten upptäcker de att Mal av misstag har gift sig med en kvinna vid namn Saffron. Men alla är inte vad de utger sig för att vara.                                          |
| Jaynestown        | Serenity återvänder till en planet där Jayne en gång i tiden har misslyckats med en stöld. När de kommer dit blir de dock överraskade, eftersom lokalborna betraktar Jayne som en mytologisk hjälte i stil med Robin Hood.                                                               |
| Out of Gas        | Efter en explosion som sätter Serenity ur funktion beordrar Mal alla att lämna skeppet, men stannar själv kvar i hopp om att någon ska svara på nödanropen och besättningens liv ska kunna räddas. Avsnittet visar glimtar från hur de olika besättningsmedlemmarna kom med på Serenity. |
| Ariel             | Simon föreslår att besättningen ska hjälpa till att ta River till ett sjukhus på en av alliansens huvudplanter så att han kan undersöka henne. I gengäld berättar han var de ska hitta medicin och utrustning värt en förmögenhet på de yttre planeterna.                                |
| War Stories       | Wash kräver att få följa med Mal på ett uppdrag istället för att hans fru Zoe ska åka med, men det går fel och de blir tillfångatagna och torterade av Niska som vill hämnas för tidigare "oförrätter".                                                                                  |
| Trash             | Mal upptäcker att Saffron har gift sig med en av hans gamla veterankamrater, men när han avslöjar henne erbjuder hon honom att ta del i det perfekta brottet. |
| The Message       | Mal och Zoe får ett paket med posten, och när de öppnar det visar det sig vara kroppen från en av deras gamla krigskamrater och ett meddelande om att frakta honom till hans familj. |
| Heart of Gold     | Besättningen kommer till en bordells undsättning, när en gammal vän till Inara ber om deras hjälp. |
| Objects in Space  | En prisjägare på jakt efter River lyckas smyga sig ombord på Serenity och tar metodiskt besättningen tillfånga, en efter en. |

## Utmärkelser
WatchMojo.com placerade Firefly på plats 5 på deras lista "Top 10 TV Shows to Binge On" och seriens fandom, benämnda Browncoats, på plats 10 på listan "Top 10 Movie and Television Fandoms".